# Vital Signs (álbum)
Vital Signs es el quinto álbum de estudio de la banda estadounidense de rock Survivor y el primero con el vocalista Jimi Jamison. El álbum fue su segundo éxito en los EE.UU., donde alcanzó el # 16 en las listas de álbumes de Billboard y siendo certificado disco de platino por la RIAA. Este álbum contiene los sencillos "I can't hold back", "High on you", "The search is over" y "First Night".
De este álbum de estudio quedaban muy pocos ejemplares disponibles por Volcan Entertainment incluso después que tomar gran cantidad de sus lanzamientos fuera de impresión, en agosto de 2009. Rock Candy Records también remasterizó el contenido de Vital Signs y lo reeditó en 2010.

## listado de la pistas
Todas las canciones escritas por Jim Peterik Frankie & Sullivan.
1. "I can't Hold Back" - 3:59
2. "High on You" - 4:09
3. "First Night" - 4:17
4. "The Search Is Over" - 4:13
5. "Broken Promises" - 4:01
6. "Popular Girl" - 3:39
7. "Everlasting" - 3:52
8. "It's the singer, not the song" - 4:34
9. "I See You in Everyone" - 4:26
10. "The moment of truth" (Bonus track disponible en reedición Rock Candy solamente)

## Personal
- Jimi Jamison: Voz
- Marc Droubay: Batería
- Jim Peterik: Bajo, Guitarra, Teclados, Voz
- Frankie Sullivan: Guitarra, Voz
- Stephan Ellis: Bajo

## Sencillos
El álbum tuvo cuatro sencillos: "The Search Is Over" (# 4 EE.UU.), "High on You" (# 8 EE.UU.) y "I can't Hold Back" (# 13 EE.UU.). "First Night", el cuarto y último del álbum, alcanzó el # 53 en el Billboard Hot 100 en septiembre de 1985.